# Thüringer Landespokal
Der Thüringer Landespokal (offiziell derzeit Thüringen Pokal, inoffiziell teilweise auch TFV-Pokal) ist der Verbandspokal des Thüringer Fußball-Verbandes. Der Sieger des TFV-Pokals qualifiziert sich automatisch für den DFB-Pokal.
In der Vergangenheit wurde der Pokal nach dem jeweiligen Sponsor von der Saison 2007/08 bis zur Saison 2010/2011 als ODDSET-Landespokal und von der Saison 2011/12 bis zur Saison 2019/20 als Köstritzer Pokal Thüringen bezeichnet.

## Qualifikation und Spielmodus
Für den Thüringer Landespokal sind automatisch alle Drittliga-, Regionalliga-, Oberliga-, Thüringenliga- und Landesklassevereine Thüringens qualifiziert. Außerdem qualifizieren sich die neun Kreispokalsieger. Seit der Saison 2007/08 darf jedoch pro Verein nur noch eine Mannschaft teilnehmen.
Er wird in sechs Runden, zuzüglich einer Qualifikationsrunde, im K.-o.-System ausgetragen. Die jeweiligen Paarungen werden im Losverfahren ermittelt. Der unterklassige Verein hat (mit Ausnahme des Finals) immer Heimrecht, bei Klassengleichheit der Erstgezogene. Jede Mannschaft hat pro Runde nur ein Spiel, welches bei einem Unentschieden nach 90 Minuten verlängert und ggf. im Elfmeterschießen entschieden wird. Die Drittligisten sowie einige ausgeloste Mannschaften haben in der ersten Runde des Wettbewerbes ein Freilos.

## Bisherige Endspiele
| Jahr   | Datum  | Sieger                | Endspielgegner              | Ergebnis             | Austragungsort  | Spielstätte                      |
| ------ | ------ | --------------------- | --------------------------- | -------------------- | --------------- | -------------------------------- |
| 1991   | 08.06. | SV 1910 Kahla         | FV Zeulenroda               | 4:3 n. E.            | Gera            | Stadion der Freundschaft         |
| 1992   | 04.06. | Wacker Nordhausen     | FSV Wismut Gera             | 2:1                  | Gotha           | Volksparkstadion                 |
| 1993   | 28.05. | FC Carl Zeiss Jena II | SV JENAer Glas              | 5:3 n. E.            | Rudolstadt      | Städtisches Stadion im Heinepark |
| 1994   | 19.05. | FC Rot-Weiß Erfurt    | 1. Suhler SV                | 4:0                  | Waltershausen   | Arno-Müller-Sportpark            |
| 1995 1 | 06.06. | FC Carl Zeiss Jena    | FV Zeulenroda               | 1:0                  | Weida           | Sportpark „Roter Hügel“          |
| 1996   | 28.05. | Wacker Nordhausen     | FC Rot-Weiß Erfurt          | 1:0                  | Sondershausen   | Stadion „Am Göldner“             |
| 1997   | 30.05. | Wacker Nordhausen     | FC Rot-Weiß Erfurt          | 3:2                  | Heldrungen      | Viktoria-Sportplatz              |
| 1998   | 17.05. | FC Rot-Weiß Erfurt    | Wacker Nordhausen           | 4:1                  | Bad Langensalza | Stadion der Freundschaft         |
| 1999   | 20.05. | FC Carl Zeiss Jena    | Wacker Nordhausen           | 3:1                  | Suhl            | Auenstadion                      |
| 2000   | 27.05. | FC Rot-Weiß Erfurt    | SSV Erfurt-Nord             | 3:1                  | Erfurt          | Steigerwaldstadion               |
| 2001   | 29.05. | FC Rot-Weiß Erfurt    | FC Carl Zeiss Jena          | 2:0                  | Gera            | Stadion der Freundschaft         |
| 2002   | 22.05. | FC Rot-Weiß Erfurt    | FC Carl Zeiss Jena          | 7:5 n. E.            | Gotha           | Volksparkstadion                 |
| 2003   | 10.06. | FC Rot-Weiß Erfurt    | FC Carl Zeiss Jena          | 2:0 n. V.            | Gotha           | Volksparkstadion                 |
| 2004 2 | 28.04. | FC Carl Zeiss Jena    | FC Rot-Weiß Erfurt II       | 5:3 n. E.            | Gotha           | Volksparkstadion                 |
| 2005   | 04.05. | FC Rot-Weiß Erfurt II | FC Carl Zeiss Jena          | 7:6 n. E.            | Gera            | Stadion der Freundschaft         |
| 2006 1 | 09.05. | FC Carl Zeiss Jena    | 1. FC Gera 03               | 4:2                  | Meuselwitz      | Bluechip-Arena                   |
| 2007   | 09.05. | 1. FC Gera 03         | FC Rot-Weiß Erfurt          | 1:0                  | Pößneck         | Sportpark „An der Warte“         |
| 2008   | 13.05. | FC Rot-Weiß Erfurt    | ZFC Meuselwitz              | 1:0 n. V.            | Gera            | Stadion der Freundschaft         |
| 2009   | 26.05. | FC Rot-Weiß Erfurt    | FC Carl Zeiss Jena          | 3:2                  | Erfurt          | Steigerwaldstadion               |
| 2010   | 16.05. | ZFC Meuselwitz        | VfB 09 Pößneck              | 2:0                  | Pößneck         | Sportpark „An der Warte“         |
| 2011   | 17.05. | ZFC Meuselwitz        | 1. SC 1911 Heiligenstadt    | 2:2 n. V., 4:3 i. E. | Heiligenstadt   | Stadion am Gesundbrunnen         |
| 2012   | 16.05. | FC Carl Zeiss Jena    | ZFC Meuselwitz              | 2:0                  | Meuselwitz      | Bluechip-Arena                   |
| 2013   | 22.05. | SV Schott Jena        | FC Rot-Weiß Erfurt          | 1:0                  | Jena            | Ernst-Abbe-Sportfeld             |
| 2014   | 14.05. | FC Carl Zeiss Jena    | FC Rot-Weiß Erfurt          | 5:0                  | Jena            | Ernst-Abbe-Sportfeld             |
| 2015   | 13.05. | FC Carl Zeiss Jena    | ZFC Meuselwitz              | 2:1 n. V.            | Meuselwitz      | Bluechip-Arena                   |
| 2016   | 28.05. | FC Carl Zeiss Jena    | FC Rot-Weiß Erfurt          | 2:0                  | Jena            | Ernst-Abbe-Sportfeld             |
| 2017   | 25.05. | FC Rot-Weiß Erfurt    | Wacker Nordhausen           | 1:0                  | Erfurt          | Steigerwaldstadion               |
| 2018   | 21.05. | FC Carl Zeiss Jena    | BSG Wismut Gera             | 5:0                  | Erfurt          | Steigerwaldstadion               |
| 2019   | 25.05. | Wacker Nordhausen     | FSV Preußen Bad Langensalza | 5:0                  | Erfurt          | Steigerwaldstadion               |
| 2020   | 22.08. | FC Carl Zeiss Jena    | FSV Martinroda              | 8:2                  | Jena            | Ernst-Abbe-Sportfeld             |
| 2021   | 30.06. | FC Carl Zeiss Jena    | FC An der Fahner Höhe       | 4:1 n. V.            | Meuselwitz      | Bluechip-Arena                   |
| 2022   | 21.05. | FC Carl Zeiss Jena    | ZFC Meuselwitz              | 1:0                  | Gera            | Stadion der Freundschaft         |
| 2023   | 03.06. | FC Carl Zeiss Jena    | Wacker Nordhausen           | 4:2                  | Jena            | Ernst-Abbe-Sportfeld             |
| 2024   | 25.05. | FC Carl Zeiss Jena    | ZFC Meuselwitz              | 4:0                  | Meuselwitz      | Bluechip-Arena                   |
| 2025   | 24.05. | ZFC Meuselwitz        | FC An der Fahner Höhe       | 3:1                  | Meuselwitz      | Bluechip-Arena                   |

## Bisherige Titelträger
Mit 15 Titeln bei 20 Finalteilnahmen ist der FC Carl Zeiss Jena Rekordpokalsieger und -finalist. Die meisten Titelgewinne in Serie mit fünf Pokalsiegen erreichte bisher der FC Carl Zeiss Jena in den Jahren 2020 bis 2024.
| Rang | Verein                      | Pokalsiege | Finalteilnahmen |
| --- | --------------------------- | ---------- | --------------- |
| 01 | FC Carl Zeiss Jena 1        | 15         | 20              |
| 02 | FC Rot-Weiß Erfurt 2        | 10         | 17              |
| 03 | Wacker Nordhausen           | 04         | 08              |
| 04 | ZFC Meuselwitz              | 03         | 08              |
| 05 | 1. FC Gera 03               | 01         | 02              |
| 05 | SV Schott Jena 3            | 01         | 02              |
| 07 | SV 1910 Kahla               | 01         | 01              |
| 08 | BSG Wismut Gera 4           |            | 02              |
| 08 | FV Zeulenroda               |            | 02              |
| 08 | FC An der Fahner Höhe       |            | 02              |
| 11 | 1. Suhler SV                |            | 01              |
| 11 | SSV Erfurt Nord             |            | 01              |
| 11 | VfB Pößneck                 |            | 01              |
| 11 | 1. SC 1911 Heiligenstadt    |            | 01              |
| 11 | FSV Preußen Bad Langensalza |            | 01              |
| 11 | FSV Martinroda              |            | 01              |
| 1 Der Titel im Jahre 1993 wurde von der 2. Mannschaft des FC Carl Zeiss Jena, 0.FC Carl Zeiss Jena II, gewonnen. 2 Der Titel im Jahre 2005 wurde von der 2. Mannschaft des FC Rot-Weiß Erfurt, 0.FC Rot-Weiß Erfurt II, gewonnen. 0.Zudem erfolgte die Finalteilnahme im Jahre 2004 durch FC Rot-Weiß Erfurt II. 3 Einschließlich der Finalteilnahme durch den SV JENAer Glas im Jahre 1993. 4 Einschließlich der Finalteilnahme durch den FSV Wismut Gera () im Jahre 1992. |                             |            |                 |

## Zuschauerrekord
Mit 12.430 Zuschauern wurde der diesbezügliche Rekord in der Geschichte des Wettbewerbes am 12. Oktober 2024 beim Achtelfinale zwischen Carl Zeiss Jena und Rot-Weiß Erfurt (1:0) in Jena erreicht. Dieses Spiel löste den früheren Rekord vom 15. November 2005 in Erfurt ab, als die Jenaer vor 10.926 Zuschauern mit 4:2 nach Elfmeterschießen im Viertelfinale siegten.